# Liste der Listen der Hieb-, Stich-, Schlag- und Stoßwaffen
Listen der Hieb-, Stich-, Schlag- und Stoßwaffen bestehen getrennt für die jeweiligen Waffentypen.

## Listen zum Thema
- Liste von Dolchen
- Liste der Kampfäxte
- Liste der Keulen
- Liste der Streithämmer und Streitkolben
- Liste zweihändig zu führender Hieb-, Stich-, Schlag- und Stoßwaffen

Besondere Zusammenfassungen:
- Liste der Blankwaffenfachbegriffe
- Liste von Messertypen
- Liste der antiken griechischen militärischen Ausrüstungsgegenstände
- Liste der römischen militärischen Ausrüstungsgegenstände
- Liste von historischen Waffen nach Herkunftsregion und Ethnien
- Liste von Kampfmessern und -Dolchen
- Liste von Kampfmesser-Bajonett-Kombinationen
- Liste von Schutzwaffen bis 1900
- Liste von Dolchen gemäß den Kennblättern fremden Geräts D 50/1
- Liste von Bajonetten gemäß den Kennblättern fremden Geräts D 50/1
- Liste von Säbeln gemäß den Kennblättern fremden Geräts D 50/1